# Bonillos
Bonillos es una localidad del municipio de Brazuelo, en la provincia de León, Comunidad Autónoma de Castilla y León (España).

## Situación
Se encuentra al O de Brimeda; al SO de Magaz de Cepeda, al SE de Requejo de Pradorrey y al NO de Astorga.

## Evolución demográfica
| 2000 | 2001 | 2002 | 2003 | 2004 | 2005 | 2006 | 2007 | 2008 | 2009 | 2010 | 2011 |
| 16   | 17   | 16   | 14   | 13   | 14   | 9    | 8    | 10   | 8    | 11   | 9    |

- Datos: Q5731979